# Рогачёв, Михаил Кириллович
Михаил Кириллович Рогачёв (5 июня 1909 — 1 июня 1955) — офицер связи штаба 2-го Украинского фронта, гвардии подполковник. Герой Советского Союза.

## Биография
Родился 5 июня 1909 года в городе Темрюк ныне Краснодарского края.
В Красной Армии в 1931—1933 годах и с 1935 года. Участник войны с Финляндией, боёв на Карельском перешейке. Участник Великой Отечественной войны с июня 1941 года.
20-24 августа 1944 года заменил погибшего командира истребительно-противотанкового полка и руководил боем. За двое суток полк под командованием М. К. Рогачёва отразил 18 вражеских контратак, уничтожил 78 танков, 18 штурмовых орудий, 8 бронетранспортёров, много живой силы. Позиции были удержаны до подхода подкрепления. Был тяжело ранен.
Указом Президиума Верховного Совета СССР от 28 апреля 1945 года за образцовое выполнение боевых заданий командования и проявленные при этом мужество и героизм гвардии подполковнику Рогачёву Михаилу Кирилловичу присвоено звание Героя Советского Союза с вручением ордена Ленина и медали «Золотая Звезда».
Жил в городе Ленинград. Умер 1 июня 1955 года.

## Память
- В городе Темрюк на аллее Славы был установлен бюст М. К. Рогачёва.
- Похоронен на Большеохтинском кладбище в Санкт-Петербурге.

|                                                  |                                                                      |
| Бюст М. К. Рогачёва на аллее Славы города Темрюк | Могила М. К. Рогачёва на Большеохтинском кладбище в Санкт-Петербурге |